# Thomas Bangalter
Thomas Bangalter (Parijs, 3 januari 1975) is medeoprichter van het Franse electro-duo Daft Punk, samen met Guy-Manuel de Homem-Christo. Het duo ontmoette elkaar op school in 1987. Ze kregen interesse in dancemuziek nadat ze samen naar een club waren geweest in 1992. Bangalter is de zoon van Daniel Vangarde (echte naam: Daniel Bangalter), die in de jaren 70 en 80 een succesvol Frans discoproducer was voor onder meer Ottawan en de Gibson Brothers. Naast Daft Punk was Bangalter betrokken bij de projecten Together en het trio Stardust. Hij produceerde verder de soundtrack van de film Irréversible.

## Solo projecten
Bangalter richtte in 1995 zijn eigen label Roulé Music op. Daarop verschenen de Tracks on the rocks EP (1995) en Spinal Scratch (1996). In 1998, na het succes van Homework, verscheen Tracks on the rocks EP volume 2. Dat jaar vormde hij met Alan Braxe en Benjamin Daimond het eenmalige project Stardust, waarvan de single Music Sounds Better with You een wereldwijde hit werd en een van de best verkochte houseplaten ooit. Een van de remixers van het nummer was Bob Sinclar. Volgend op de remix van Stardust maakte het duo track Gym Tonic in de studio van Sinclar, gebaseerd op een illegaal gebruikte sample uit de fitnessvideo Workout (1982) van Jane Fonda. Die track groeide uit tot een rel. Aanvankelijk wilde Bangalter het bij een white label laten. Maar het publiek was zo enthousiast dat Bob Sinclar het nummer op zijn album Paradise plaatste, waarbij aangegeven werd dat het een remix van Bangalter zou zijn. Dit leverde een ruzie op waarbij ook Jane Fonda zelf betrokken raakte; ze begon een rechtszaak en eiste 75.000 dollar voor het gebruik van de sample. Tot overmaat van ramp werd het nummer door twee Britse producers nagespeeld met nieuw opgenomen zang. Deze werd onder de naam Spacedust uitgebracht als een verwijzing naar The music sounds better with you. Deze versie bereikte de eerste positie van de Britse hitlijsten. Hij werkte eveneens samen met DJ Falcon.
In 2002, na Discovery, produceerde Thomas de soundtrack voor de film Irréversible. Ook kwam er van Together het nummer So much love to give, dat een behoorlijke clubhit werd. Het duo maakte in 2004 een nieuwe track. Call on me gebruikte een sample van Steve Winwood. De track was niet bedoeld voor een grootschalige release. Het was echter Eric Prydz die met een vergelijkbaar nummer met dezelfde sample een hit scoorde. Er ontstond hier een nieuwe rel over wie de eerste was die het nummer maakte. Uiteindelijk bleek uit een interview met DJ Falcon dat hij en Thomas als eerste de sample op deze manier hebben gebruikt, maar dat ze er nooit een punt van hebben gemaakt aangezien ze niet van plan waren het nummer uit te brengen.

### Hitlijsten
| Single met eventuele hitnotering(en) in de Nederlandse Top 40 | Datum van verschijnen | Datum van binnenkomst | Hoogste positie | Aantal weken | Opmerkingen                            |
| ------------------------------------------------------------- | --------------------- | --------------------- | --------------- | ------------ | -------------------------------------- |
| Music Sounds Better with You                                  | 1998                  | 29-08-1998            | 13              | 13           | als Stardust / Dancesmash op Radio 538 |